# Vigdís Grímsdóttir
Vigdís Grímsdóttir (Reikiavik, 15 de agosto de 1953) escritora islandesa. Estudió en la Universidad de Islandia y sus novelas se han adaptado al cine. En 1994 recibió el Premio de Literatura de Islandia.

## Obra
- 1997 Älskades länder
- 1997 Z - rakkaustarina
- 1995 Grandavägen 7
- 1995 Jag heter Ísbjörg, jag är ett lejon
- 1995 Kannastie 7
- 1995 Pigen i skoven
- 1994 Flickan i skogen
- 1994 Metsän tyttö
- 1993 Jeg hedder Ísbjörg, jeg er löve
- 1992 Nimeni on Ísbjörg, olen leijona
- 1990 "Vakna Törnrosa" í Sen dess har jag varit här hos er : 12 isländska noveller
- 1996 Je m'appele Ísbjörg, je suis lion